# Де Мартиньи, Ален
Ален Де Мартиньи (фр. Alain de Martigny; род. 9 апреля 1946, Париж, Франция) — французский футболист и тренер.

## Биография
В качестве футболиста провел несколько сезонов в Лиге 1 за «Лилль» и «Брест». Во второй команде Де Мартиньи также работал в качестве играющего тренера. С ней он вылетал из элиты, а затем вновь возвращался в нее. Несколько лет трудился в Габоне. Там специалист возглавлял местную сборную и ныне не существующий клуб «Согара» (фр. Association Sportive de la Société Gabonaise des Raffinage), с которым побеждал в чемпионате страны.
В родной стране наставник также руководил парижским «Расингом», «Генгамом», «Анже» и «Мо»

## Достижения
- Обладатель Кубка УДЕАК (1): 1985.
- Чемпион Габона (1): 1988/89.
- Победитель французской Лиги 2 (1): 1980/81.